# Funny Girl

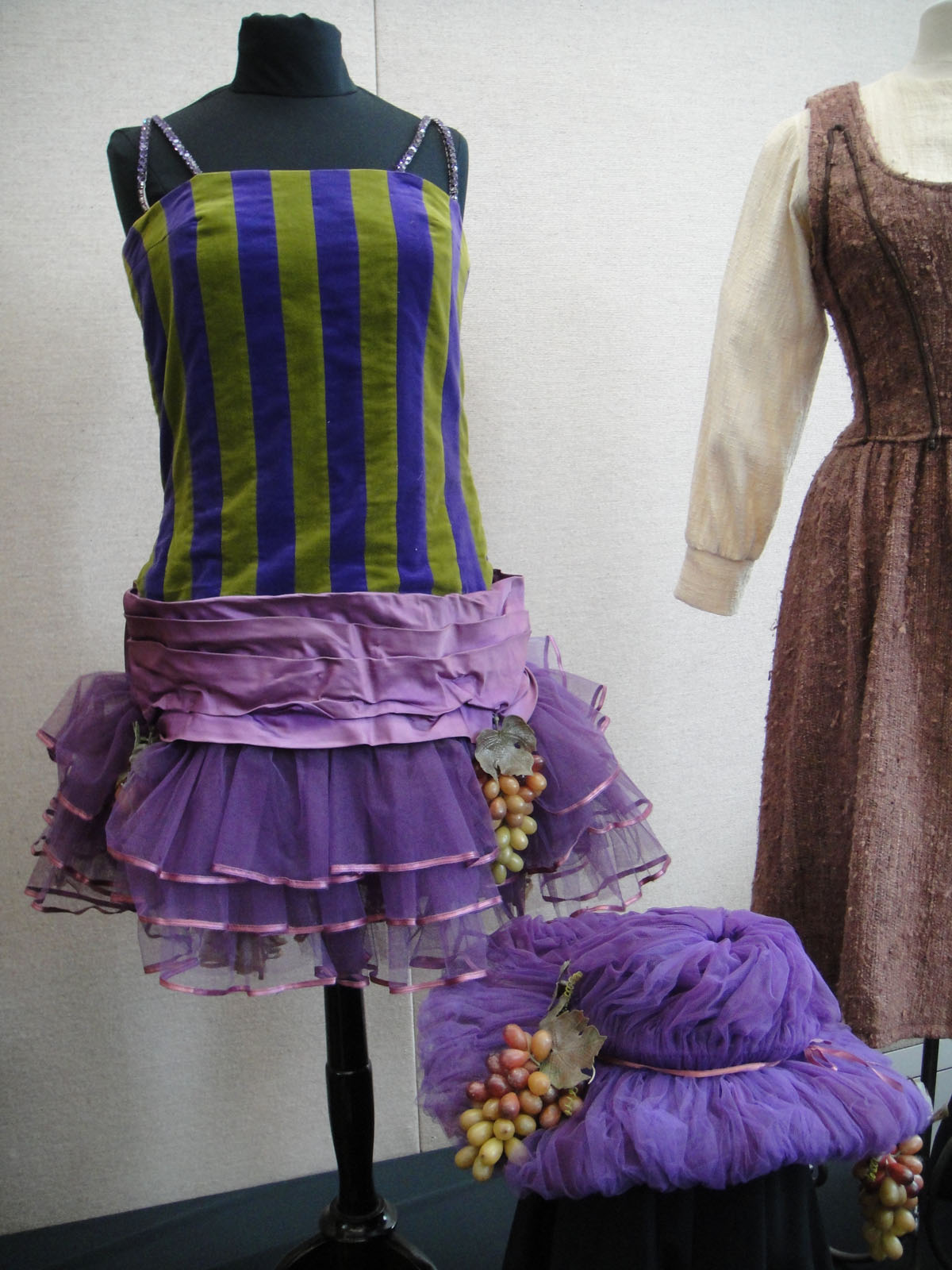
Kostym buren av Barbra Streisand i filmen.

Funny Girl är en amerikansk musikalfilm från 1968 i regi av William Wyler. Filmen är löst baserad på Fanny Brices liv, som medverkade i Ziegfeld Follies på 1920-talet. Filmen fick 1975 uppföljaren Funny Lady.

## Handling
Fanny Brice får sitt genombrott som sångerska i en uppsättning på Broadway av Ziegfeld. Hon träffar och förälskar sig i kortspelaren Nick Arnstein. Medan hon klättrar mot berömmelsen går det allt sämre för honom vid spelborden och snart är han fängslad för obligationssvindleri.

## Om filmen
Filmen hade svensk premiär den 6 februari 1969 på biograf Astoria i Stockholm.
Barbra Streisand vann en Oscar för bästa kvinnliga huvudroll för sin medverkan i filmen. Filmen nominerades till ytterligare sju Oscars.

## Rollista i urval
- Barbra Streisand – Fanny Brice
- Omar Sharif – Nick Arnstein
- Kay Medford – Rose Brice
- Anne Francis – Georgia James
- Walter Pidgeon – Florenz Ziegfeld
- Lee Allen – Eddie Ryan
- Mae Questel – Fru Strakosh